# Vrije Dijk
De Vrije Dijk is een dijk die over een tiental kilometer de rijksgrens markeert tussen Nederland en België.
De Vrije Dijk begint ongeveer bij Grenspaal 329, die zich bevindt op 2 km ten noorden van Waterland-Oudeman. Vervolgens loopt ze in oostelijke richting tot aan Grenspaal 321, nabij de buurtschap Bouchauterhaven. Vervolgens wordt de grens in oostwaartse richting nog verder gemarkeerd door dijken, tot aan Grenspaal 316, die zich ten zuidoosten van het dorp Philippine bevindt.

## Achtergrond
De Vrije Dijk kwam tot stand in 1664. Aangezien de Staatsen (het huidige Nederland) bij oorlogsdreiging geneigd waren om het land te inunderen vreesden de ingezetenen van de Spaanse Nederlanden (het huidige België) dat ook hun polders onder zouden lopen. Dit gold in het bijzonder voor polders als de Oudemanspolder die, bij het vaststellen van de staatsgrens in 1664, door deze grens in tweeën werden gedeeld. Dit was dan ook de reden dat de Vrije Dijk werd aangelegd. Daar waar de grens samenviel met de grens tussen twee polders was uiteraard reeds een dijk voorhanden en hoefde er niet een afzonderlijke dijk te worden gebouwd.
Aan de zuidgrens van Oost-Zeeuws-Vlaanderen speelde een soortgelijk probleem. Daar werd de Koninkse Dijk aangelegd.

## Buurtschappen
Langs de Vrije Dijk, en dus op de rijksgrens, liggen de volgende buurtschappen:
- Moleke
- Veldzicht
- Mollekot
- Maagd van Gent
- Bouchauterhaven